# Hvolgaard
Hvolgaard var i katolicismens sidste tid Ribe-bispens len. Et dokument af 1434, medbeseglet af Oluf Pedersen af Hvolgaard, præst, er det ældste vidnesbyrd om gårdens eksistens. Hvolgaard er en sædegård som ligger i Langskov Sogn i Hedensted Kommune. Hovedbygningen er opført i 1870. Hvolgaard Gods er på 127,2 hektar.

## Ejere af Hvolgaard
- (før 1434) Oluf Pedersen
- (1434-1536) Ribe Bispestol
- (1536-1570) Kronen
- (1570-1588) Jørgen Sested
- (1588-1601) Albert Friis
- (1601-1612) Else Albertsdatter Friis
- (1612-1624) Henrik Holck
- (1624-1625) Anders Friis
- (1625-1630) Caspar Rantzau
- (1630-1643) Henrik Casparsen Rantzau
- (1643-1660) Ida Pogwisch gift Rantzau
- (1660-1677) Christopher Henriksen Rantzau
- (1677-1680) Enevold Brochmann
- (1680-1696) Hans Frederik von Levetzow
- (1696-1720) Ditlev von Brockdorff
- (1720-1722) Hieronymus de la Mare
- (1722-1740) Jacob Kruse
- (1740-1765) Hans Jacobsen Kruse
- (1765-1784) Enke Fru Elisabeth Marie Kruse
- (1784-1814) Anders Winding Hansen Kruse
- (1814-1822) Rasmus Ægidius
- (1822-1846) Frederik Brechling
- (1846-1866) Claus Henrik Jessien
- (1866-1870) C. E. Fraas
- (1870-1919) Ludvig August Steensen-Leth
- (1919-1920) J. P. Rasmussen
- (1920-1923) J. S. Bech
- (1923) J. P. Rasmussen
- (1923) Randers Diskontobank
- (1923-1936) P. Bogh
- (1936-1937) P. Rosesdal
- (1937-1942) E. Horn
- (1942-1948) Knud Lind / Thyge Lind
- (1948-1951) A. L. Odgaard
- (1951-1968) Enke Fru G. E. Odgaard
- (1968-2003) Elisabeth Manthos
- (2003-) Jens Frede Jensen